# Тайга (город)
Тайга́ — город областного подчинения в Кемеровской области, административный центр Тайгинского городского округа.

## География
Город расположен в Кузнецкой котловине, в 87 км к северо-западу от Кемерово и в 75 км к югу от Томскa.
Железнодорожная станция Тайга З-СибЖД — железнодорожный узел[уточнить] на Транссибирской магистрали, начало Томской ветви (Тайга — Белый Яр), идущей к городу Томску.

### Климат
Климат резко континентальный. Зима морозная и длительная. Летом температура может доходить до 35 градусов.
| Показатель              | Янв.  | Фев.  | Март | Апр. | Май | Июнь | Июль | Авг. | Сен. | Окт. | Нояб. | Дек. | Год |
| ----------------------- | ----- | ----- | ---- | ---- | --- | ---- | ---- | ---- | ---- | ---- | ----- | ---- | --- |
| Средняя температура, °C | −21,4 | −17,5 | −6,5 | 3,4  | 9,1 | 18   | 19,4 | 16,3 | 9,4  | 1,1  | −8,8  | −16  | 0,7 |
| Норма осадков, мм       | 28    | 42    | 41   | 40   | 47  | 70   | 71   | 40   | 58   | 40   | 49    | 42   | 585 |
| Источник: .             |       |       |      |      |     |      |      |      |      |      |       |      |     |

## История
Город Тайга возник в конце XIX века как пристанционный посёлок в 1896 году возле одноимённой железнодорожной станции в связи со строительством Средне-Сибирской железной дороги Великого Сибирского пути, первоначально назывался «Томск—Таёжный»; железнодорожная станция была открыта в 1898 году с открытием движения от Новониколаевска до Красноярска и от Тайги до Черемошники.
На месте будущего города первопроходцы увидели громадное топкое пространство, мелкий чахлый лес, глинистую почву, скудные источники водоснабжения. Тем не менее по плану строительства именно в этом месте предполагалось построить ответвление железной дороги (была запланирована железнодорожная ветка на губернский центр — город Томск). Таким образом в соответствии с планом строительства началось возведение крупного железнодорожного узла, и к началу движения по ветке на Томск (в 1896 году) в данной местности первое здание депо уже было построено. Поначалу посёлок на месте будущего города именовался как посёлок Магистрал, затем был назван как Томск—Таёжный. После того, как в посёлке были возведены вокзал, депо, церковь во имя Андрея Критского (1898), а также Пророко-Ильинский храм (1906), римско-католический костёл, синагога, три кладбища, почта, школа и население достигло 10 000 человек, посёлок стал безуездным городом Тайга. 27 января 1911 года (по старому стилю) Тайга получила статус города Томской губернии.
Советская власть установлена в городе в марте 1918 года. C июня 1918 по декабрь 1919 года Тайга под контролем белогвардейских войск.

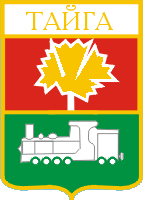
Эмблема времен СССР

С 1937 года г. Тайга стал городом областного подчинения Новосибирской области, а в январе 1943 г. город вошел в состав Кемеровской области.
Поскольку для снабжения водой паровозов нужно было значительное количество воды, то сначала её пытались добывать с помощью скважин и подавать на колонки через типовые водонапорные башни. Однако со временем воды стало катастрофически не хватать, и пришлось строить водовод с реки Яи, на которой построили плотину и рядом с ней — насосную станцию.
В настоящее время здание вокзала расположено так, что железнодорожные пути огибают его с двух сторон. Сейчас это крупный железнодорожный узел, где располагаются локомотивное и вагонное ремонтные депо, дорожно-техническая школа, Тайгинский институт железнодорожного транспорта (ТИЖТ) — филиал Омского государственного университета путей сообщения (ОМГУПС).
Распоряжением Правительства РФ от 29 июля 2014 года № 1398-р «Об утверждении перечня моногородов» Тайгинский городской округ включён в категорию «Монопрофильные муниципальные образования Российской Федерации (моногорода), в которых имеются риски ухудшения социально-экономического положения».

## Население
| 1926    | 1931    | 1939    | 1959    | 1967    | 1970    | 1979    | 1989    | 1992    |
| ------- | ------- | ------- | ------- | ------- | ------- | ------- | ------- | ------- |
| 10 900  | ↗15 500 | ↗29 100 | ↗33 860 | ↘29 000 | ↘26 895 | ↘25 248 | ↗26 233 | ↘25 900 |
| 1996    | 1998    | 2001    | 2002    | 2003    | 2005    | 2006    | 2007    | 2008    |
| ↗27 400 | ↘26 200 | ↘26 000 | ↘24 726 | ↘24 700 | →24 700 | ↗24 800 | ↗24 900 | →24 900 |
| 2009    | 2010    | 2011    | 2012    | 2013    | 2014    | 2015    | 2016    | 2017    |
| ↘24 880 | ↗25 331 | ↗25 357 | ↗25 489 | ↘25 481 | ↘25 122 | ↘24 698 | ↘24 532 | ↘24 183 |
| 2018    | 2019    | 2020    | 2021    | 2025    |         |         |         |         |
| ↘23 565 | ↘23 168 | ↘23 108 | ↘22 375 | ↘21 717 |         |         |         |         |

На 1 января 2025 года по численности населения город находился на 616-м месте из 1124 городов Российской Федерации.

## Экономика
В городе имеются предприятия железнодорожного транспорта, лёгкой промышленности. Швейная фабрика и городская котельная, ООО «Тепловодосервис».
К основным промышленным предприятиям города относятся Локомотивное эксплуатационное и ремонтное депо «Тайга», Дорожный центр по работе со станциями, вагоно-ремонтное депо (ВРК).

## Образование
На базе Института железнодорожного транспорта работает филиал Омского государственного университета путей сообщения, Дорожная техническая школа.

## Люди, связанные с городом
- Александр Александрович Богомолов (1929—1977) — бортмеханик, Герой Социалистического Труда.
- Ахметзян Биктимиров (2025—1915) — писатель, журналист, составитель учебников для татарских школ.
- Богомяков, Геннадий Павлович (1930—2020) — Первый секретарь Тюменского обкома КПСС.
- Бєсов Віктор Денисович (1907—1963).
- Водопьянов, Константин Алексеевич (1908—1962) — физик, профессор на кафедре полупроводников и диэлектриков Томского государственного университета.
- Вусс, Василий Никифорович (1908—1968) — генерал-майор авиации.
- Галуза, Сергей Иванович (1913—1993) — актёр.
- Гэлэгдоржийн Дэмид (1900—1937) — монгольский военный деятель, маршал МНР.
- Иван Герасимович Сафронов (1898—1964) — железнодорожник, Герой социалистического труда.
- Инна Владимировна Макарова (1926—2020) — советская и российская киноактриса.
- Коробейников, Николай Николаевич (1960—2021).
- Кудашов, Георгий Максимович (1919—2007) — советский военный, Герой Советского Союза.
- Новиков, Геннадий Иванович (1915—1993) — лётчик, Герой Советского Союза.
- Паньков, Николай Алексеевич (1956—2014).
- Порошин, Александр Петрович (1915—1987).
- Устинов, Иван Макарович (1917—1985) — советский офицер, Герой Советского Союза.

- Щербаков, Дальвин Александрович (род. 1938) — советский и российский актёр театра и кино.